# Туюка (народ)
Туюка — индейский народ группы тукано, проживающий на границе Колумбии и Бразилии вдоль рек Риу-Негро и Ваупес. 
Основной язык народа — туюка, принадлежащий к восточной ветви туканской языковой семьи. Кроме того, в силу распространённой в регионе экзогамии, для представителей народа туюка характерно владение несколькими языками, в том числе лингва франка региона — языком тукано.
Народ туюка славится производством каноэ и корзин, сплетённых из очень тонких полос волокон арума (Ischnosiphon), которые используются для отжима фруктовых соков. Также в прошлом среди туюка было распространено изготовление гамаков из бурути. Экономика туюка основана на производстве кассавы и рыбалке, охоте уделяется меньшее значение.  
Первые, случайные контакты народа туюка с европейцами происходили в XVIII-XIX веке. В частности, описана работа португальских миссионеров в верховьях реки Ваупес в 1780-х годах. Целенаправленное обращение жителей региона в католицизм, в том числе представителей племени туюка, началось в 1914 году. После Второй Мировой войны в районе появились протестантские миссионеры. 